# Метродор из Лампсака (старший)
Метродор из Лампсака (др.-греч. Μητροδωρος Λαμψακηνος; V в. до н. э.) — древнегреческий философ-досократик из города Лампсака на северо-восточном берегу Геллеспонта, был современником и другом Анаксагора. Он писал о Гомере, важной особенностью его системы интерперетации является объяснение, что боги и истории у Гомера рассматриваются как аллегории, представляющие природные силы и феномены. Специалист по древнегреческой драме профессор В. Н. Ярхо отмечает мифографию как традицию, которая начинается с древнегреческих комментаторов Гомера именами Метродора и Стесимброта Фасосского.
Метродор Старший был упомянут в платоновском диалоге «Ион».
Метродор из Лампсака умер в 464 г. до н. э.